# Larchmont (Los Angeles)

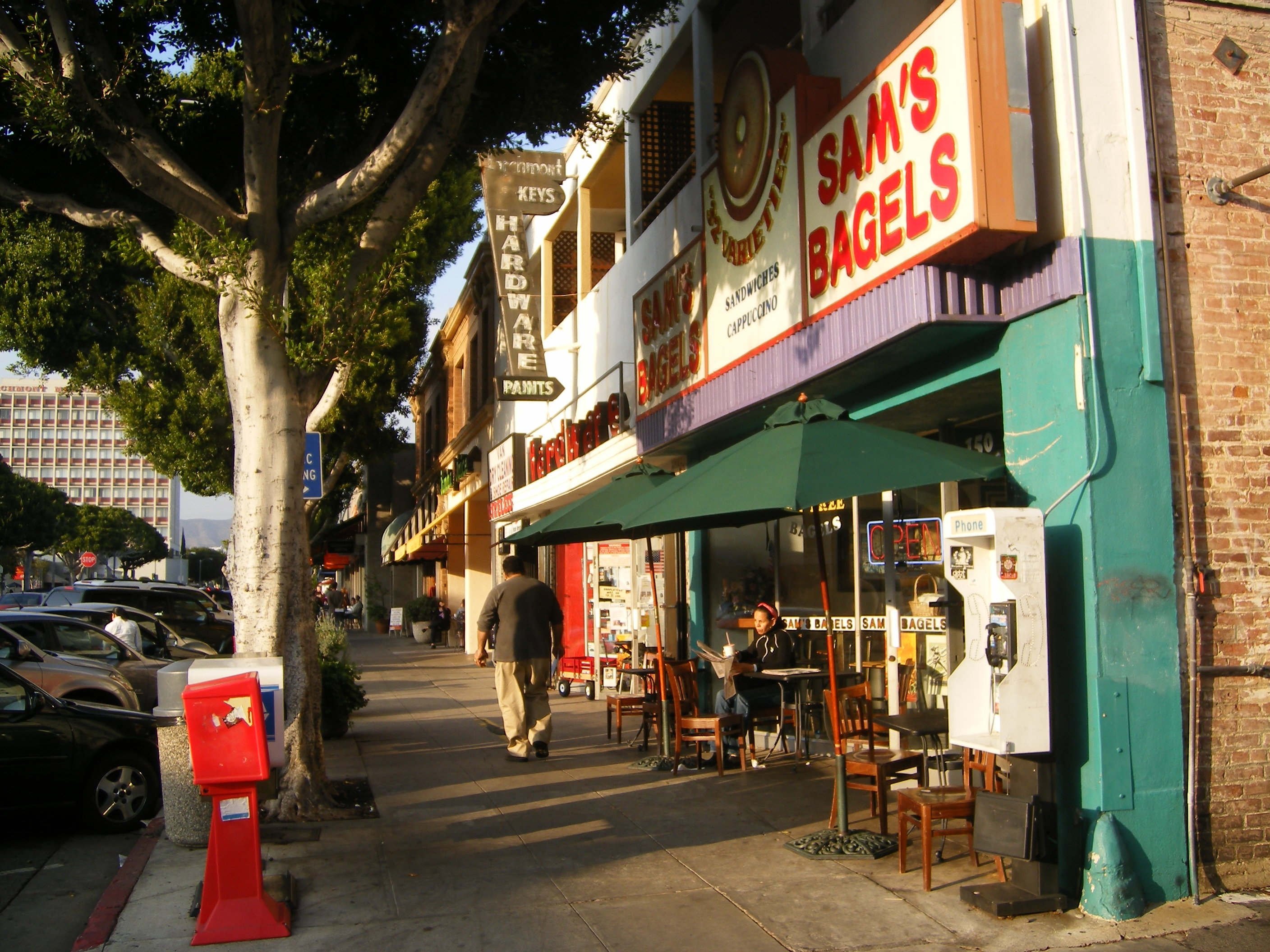
Läden am Larchmont Boulevard

Larchmont, auch Larchmont Village genannt, ist ein Stadtviertel (neighborhood) in Los Angeles. Das Viertel ist bekannt für seine gut erhaltenen historischen Häuser.

## Lage

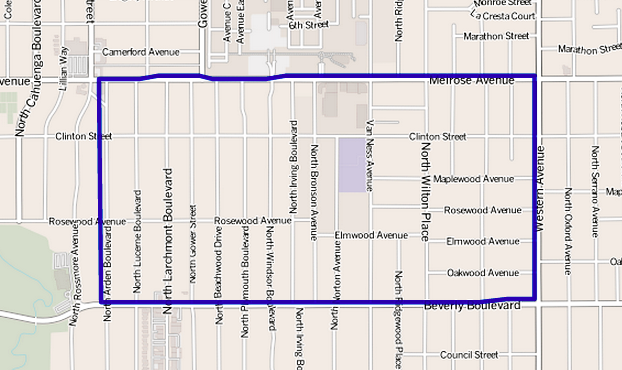
Grenzen von Larchmont nach der Los Angeles Times

Larchmont liegt in dem Plangebiet Wilshire etwa 9 Kilometer nordwestlich von Downtown Los Angeles in der Ebene zwischen den Hollywood Hills und den Baldwin Hills.
In dem Projekt Mapping L.A. der Los Angeles Times wird die Melrose Avenue als Nordgrenze des Viertels angegeben, die Western Avenue als Ostgrenze, der Beverly Boulevard als Südgrenze und der North Arden Boulevard als Westgrenze. Damit bildet das Viertel ein Rechteck mit einer Ausdehnung von etwa 1,6 Kilometern in Ost-West-Richtung und von etwa 850 Metern in Nord-Süd-Richtung und mit einer Fläche von etwa 1,4 Quadratkilometern. Larchmont grenzt somit im Norden an Hollywood, im Osten an East Hollywood, im Südosten an Koreatown, im Süden an Windsor Square und im Westen an Hancock Park.
Abweichend davon wird als Ostgrenze auch der Wilton Place angegeben und der Bereich zwischen Wilton Place und Western Avenue als eigenes Viertel mit der Bezeichnung Oakwood/Maplewood/St. Andrews geführt.

## Geschichte

Larchmont Boulevard um 1920

Das Gebiet des heutigen Larchmont gehörte früher zu dem Stammesgebiet der Tongva. Der Teil westlich der Gower Street war seit 1828 Bestandteil der Farm Rancho La Brea, der Teil östlich der Gower Street gehörte zu der Gower-Ranch. Der Westteil kam (mit einem Teil des heutigen Hollywood) 1870 an den Senator Cornelius Cole und wurde zum Bestandteil der von ihm gegründeten Siedlung Colegrove, die 1909 von Los Angeles annektiert wurde.
Die zu Colegrove und der Gower-Ranch gehörenden Teile von Larchmont wurden parzelliert und vorwiegend in den 1920er-Jahren im Zusammenhang mit dem Boom der Filmindustrie im benachbarten Hollywood bebaut. Wesentlichen Anteil an der Entwicklung des Viertels hatte der Bauunternehmer Julius La Bonte, zu dessen Ehren 2013 eine Gedenktafel aufgestellt wurde. Etwa 70 % der damaligen Bauten gehen auf ihn zurück. In den 1920er-Jahren erhielt Larchmont auch Anschluss an das Straßenbahnnetz von Los Angeles.

## Beschreibung
Das Viertel ist durch in Nord-Süd-Richtung verlaufende Straßen in schmale Häuserblocks unterteilt. In Ost-West-Richtung verlaufen die Clinton Street und der Straßenzug Rosewood Avenue - Elmwood Avenue durch das gesamte Viertel. Lediglich im Ostteil des Viertels gibt es weiter kleinere Ost-West-Straßen.
Die meisten Häuserblock bestehen aus ein- bis zweigeschossigen Wohnhäusern, die von Gärten umgeben sind. Öffentliche Grünanlagen gibt es in Larchmont nicht. Allerdings sind viele Straßen von Bäumen und den Vorgärten der angrenzenden Häuser flankiert und geben dem Viertel dadurch einen parkähnlichen Charakter. Direkt auf der gegenüberliegenden Seite des Beverly Boulevards liegt der kleine Robert Burns Park. Der Golfplatz des Wilshire Country Clubs liegt weniger als 100 Meter westlich des Viertels.
In Larchmont gibt es drei private Schulen und eine öffentliche Schule, die mit einer Blindenschule verbunden ist. Am Larchmont Boulevard liegt Chevalier’s Books, ein seit 1940 betriebener Buchladen, der beansprucht, der älteste unabhängige Buchladen von Los Angeles zu sein.
Zwischen der Melrose Avenue und der Clinton Street liegt das Gelände der 1915 gegründeten Raleigh Studios, eines der ältesten Filmstudios von Hollywood, wo unter anderem die mit einem Oscar ausgezeichneten Filme Die besten Jahre unseres Lebens (1946) und In der Hitze der Nacht (1967) gedreht wurden. Wegen seiner malerischen Häuser und seiner Nähe zu Hollywood ist das Viertel immer wieder Drehort für Filmaufnahmen.

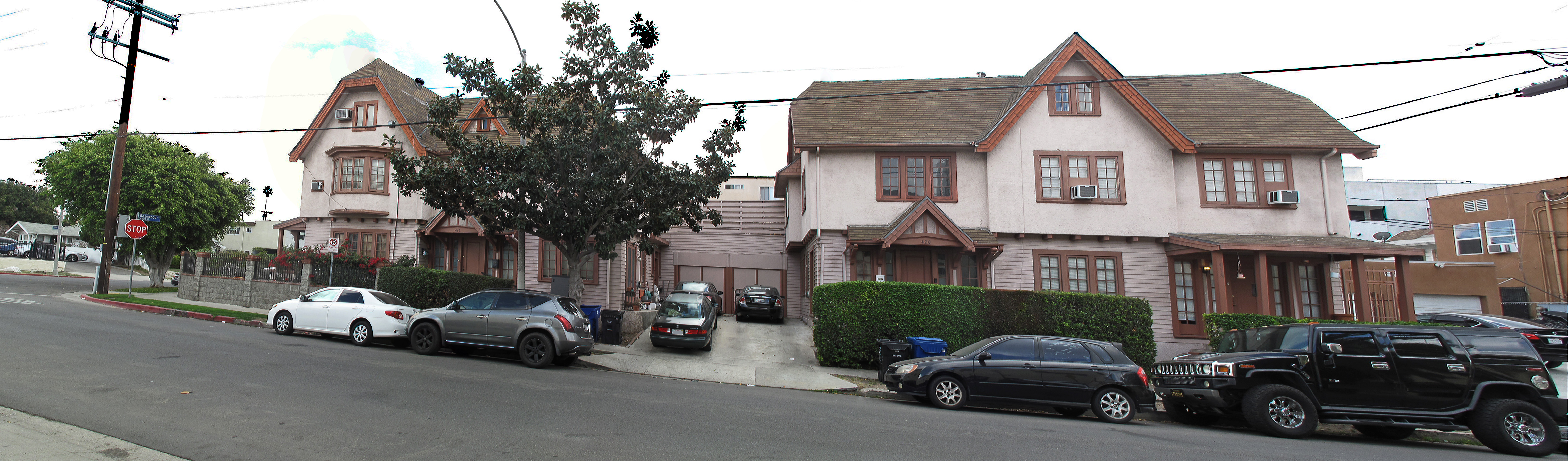
Häuser am North Saint Andrew’s Place
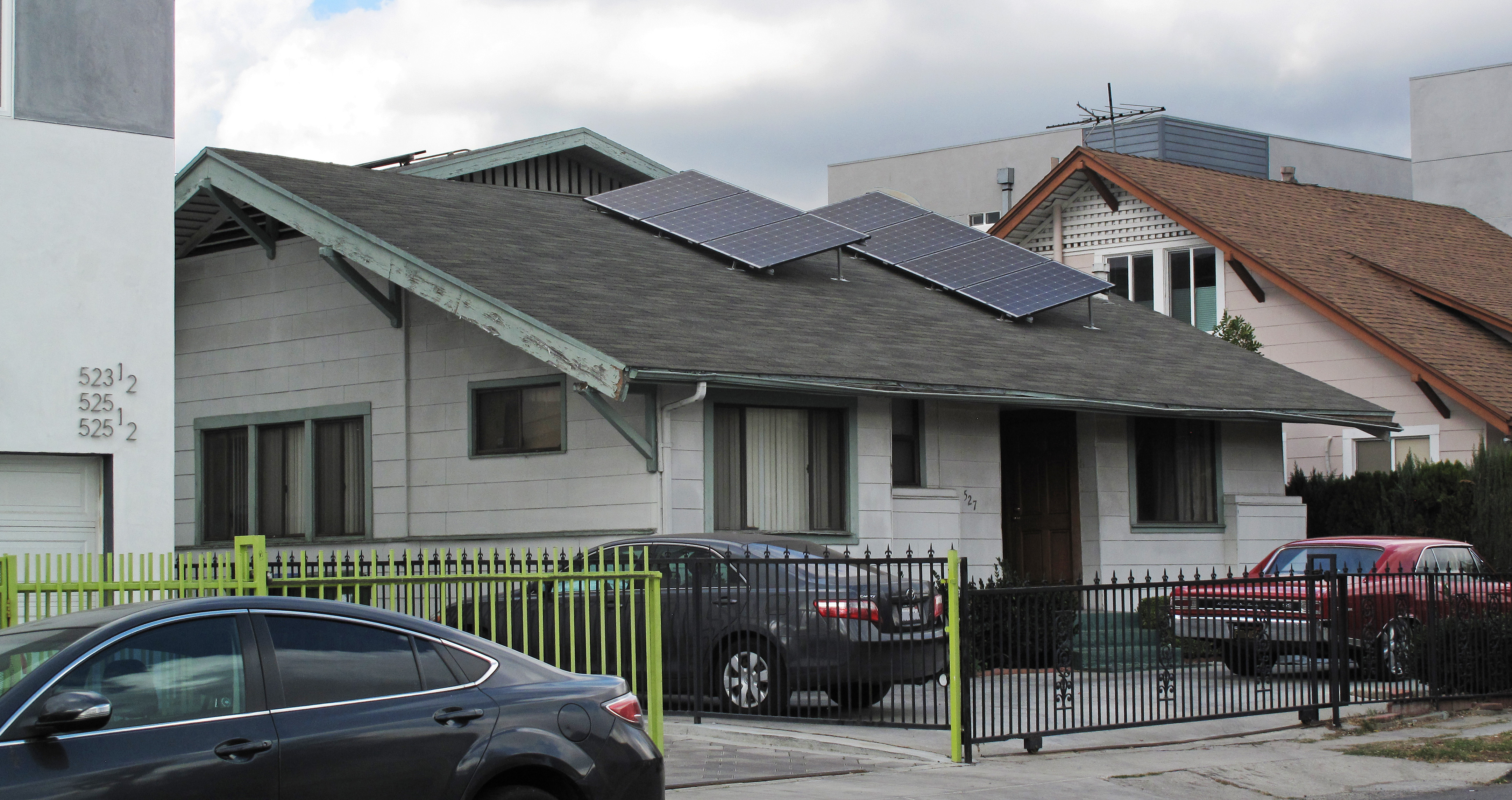
Haus mit Solarpanelen
Filmaufnahmen Ecke Clinton/Arden

## Einwohner
Bei der Volkszählung im Jahr 2000 wurden 8.631 Einwohner gezählt. Im Jahr 2008 schätzte die Stadt, dass die Bevölkerung auf 9.195 gestiegen war. Das Medianalter der Einwohner lag bei 34 Jahren, was in etwa dem Durchschnitt von Los Angeles entsprach. Etwa 32 % der Einwohner im Alter von 25 Jahren und mehr hatten einen Bachelor-Abschluss, über 60 Prozent hatten einen High-School-Abschluss, was ein Durchschnittswert für die Stadt ist.
Ethnisch war Larchmont sehr vielfältig. Insbesondere war der Anteil der Asiaten vergleichsweise hoch. Im Einzelnen waren 37,2 % der Einwohner Hispanics, 30 % Asiaten, 24,6 % nicht-hispanische Weiße und 3 % Afroamerikaner. Von den 56 % der Einwohner, die im Ausland geboren wurden, stammten 28,3 % aus Korea und 16,8 % aus Guatemala.
Der Median des jährlichen Haushaltseinkommens lag 2008 bei 47.780 Dollar und damit im Durchschnitt von Los Angeles. Ein hoher Prozentsatz der Haushalte hatte jedoch ein Einkommen von 20.000 Dollar oder weniger. Die durchschnittliche Haushaltsgröße von 2,5 Personen lag im Durchschnitt der Stadt Los Angeles. Der Prozentsatz unverheirateter Männer und Frauen war mit 42,1 % bzw. 36,9 % einer der höchsten in der Region. 72,9 % des Wohnungsbestands waren von Mietern bewohnt, 27,1 % von Haus- oder Wohnungseigentümern.